# 주앙 바프치스타 마스카레냐스 지 모라이스
주앙 바프치스타 마스카레냐스 지 모라이스(1883년 11월 13일 – 1968년 9월 17일)는 브라질의 육군 장성이자 제2차 세계 대전 당시 브라질 해외원정군의 총사령관이었다.

## 어린 시절과 교육
마스카레냐스 지 모라이스는 히우그란지두술주의 중앙 도시 상지브리엘에서 태어났다. 그는 리우데자네이루의 프라이아 베르멜하 군사 학교에 입학했고, 1920년부터 1930년까지의 군사혁명을 지켜보았다. 1930년 브라질 혁명 당시 그는 대통령 와싱톤 루이즈에게 충성을 다했으며 제툴리우 바르가스가 이끄는 반군에 의해 체포되었다. 와싱턴 루이즈가 물러난 이후 그는 석방되었지만 1932년 상파울루에서 일어난 민군 봉기를 지지함으로써 그는 2번째로 체포되었다. 봉기 진압 후 마스카레냐스는 석방되었지만 고소되지는 않았다.

## 경력
1935년 레알렝고 사관학교의 생도로 복무하는 동안 모라이스는 리우데자네이루의 공산당 봉기에 맞선 전투에 참여했다. 이 때 그는 제툴리우 바르가스에 충성했다. 1937년 그는 대장이 되었고 다음해 그는 헤시피와 상파울루에 있는 제9·제7사단의 사단장 직을 맡게 되었다.
1943년 그는 브라질 해외원정군의 제1해외보병사단의 사령관의 지명되었다. 제2사단과 제3사단 설립의 취소로, 그는 사실상 브라질 해외원정군의 총사령관이 되었지만 오직 제1해외보병사단만이 존재했다. 그는 사단이 조직되는 동안 미국과의 관계 유지를 위한 브라질 군사 위원회의 회장이었으며, 1943년 그는 지중해 전구를 시찰하였다. 1944년 6월 마스카레냐스는 이탈리아에 도착해 1945년 5월 2일 추축국이 항복할 때까지 브라질 군을 이끌었다. 콜레치오 전투를 이끈 그는 포르노보 디 타로에서 승리를 거두었고, 이것은 그가 독일군 제148보병사단과 이탈리아 산마르코 병력이 1945년 4월 26일부터 27일까지 항복하는 계기가 되었다. 브라질 군은 이 때 일주일 만에 14,700명의 군인과 800명의 장교, 2명의 장성을 포로로 잡았다.
전후 그는 브라질로 귀국했고, 1946년 그는 브라질 국민회의에 의해 육군 대령으로 진급했으며 브라질 수도 리우데자네이루에 주둔한 제1여단의 사령관직을 받았다. 그는 곧 은퇴했지만 1951년 그는 복귀하여 바르가우 제2정권의 브라질 군 참모총장으로 부임했다. 대통령의 자살 이후 1954년 8월 그는 다시 은퇴하여 브라질 해외 원정군 사령관 때 그의 삶을 조명한 기록들을 썼다. 연방 특별 법이 제정되어 그는 여생 동안 육군 대령의 직위를 유지한채 특권을 누렸다. 1968년 리우데자네이루에서 사망했다.